# Romeo und Julia (1968)
Romeo und Julia ist eine britisch-italienische Literaturverfilmung von Franco Zeffirelli aus dem Jahr 1968 nach dem gleichnamigen Theaterstück (1596) von William Shakespeare.

## Handlung
Verona, 16. Jahrhundert: Die reichen Familien Montague und Capulet liegen – einschließlich ihrer Anhänger – in dauerhaftem Streit, ausgelöst durch gegenseitige Provokationen und Gehässigkeiten. Gleich zu Beginn befindet sich Benvolio, Neffe des Herrn der Montagues, im Kampf mit Tybalt, Neffe des Herrn der Capulets. Es kommt zum öffentlichen Kampf und einer Prügelei zwischen beiden Seiten. Der Prinz von Verona ist darüber sehr erzürnt und verhängt öffentlich unter Androhung der Todesstrafe das Verbot für weitere Kämpfe. Der leidenschaftliche Romeo Montague hat sich nicht am Aufruhr beteiligt. Er streift durch die Landschaft – depressiv, rastlos, von Liebeskummer über die schöne Rosalind geplagt, die ihn abgewiesen hat. Im Haus der Capulets hat Graf Paris inzwischen um die Hand der bald 14-jährigen Julia angehalten. Um ihr die Gelegenheit zu geben, Graf Paris kennenzulernen, geben die Capulets ein Fest. Benvolio und Mercutio machen sich den Spaß, maskiert auf dieses Fest zu gehen, wobei sie ihren Freund Romeo mitnehmen, um ihn aufzuheitern. Lord Capulet erfährt zwar, dass heimlich Montagues anwesend sind, aber um die Ruhe zu bewahren, ignoriert er dies. Während dieser rauschenden Ballnacht sehen sich Romeo und Julia zum ersten Mal und verlieben sich sofort ineinander. Erste Zärtlichkeiten werden hinter einem Vorhang ausgetauscht. Für Romeo ist Rosalind umgehend vergessen. Zu spät erfahren die beiden, zu welcher Familie der jeweils andere eigentlich gehört.
Während die Freunde nach Hause gehen, treibt sich Romeo noch heimlich im Garten der Capulets herum und entdeckt schließlich auf dem Balkon Julia, die von ihm schwärmt. Er gesteht ihr unter dem Balkon seine Liebe. Die beiden beschließen, möglichst schnell und heimlich zu heiraten. Romeo wendet sich darauf an Bruder Lorenzo, der als Mönch den Mönchsgarten mit den Kräutern betreut. Der ist zwar skeptisch, weil Romeo so rasch Rosalind vergessen hat, willigt aber ein in der Hoffnung, die Fehde der Familien durch eine Heirat der Kinder miteinander zu beenden. Während Tybalt aus dem Haus der Capulets Romeo zum Duell herausfordert, spottet Mercutio mit Zoten gegen die Amme und Vertraute Julias, die zur Kirche geeilt kommt. Hier erfährt sie von Romeo, dass die heimliche Hochzeit mit Julia in einer Stunde in der Mönchszelle von Bruder Lorenzo stattfinden soll. Denn dorthin darf auch Julia mit Erlaubnis ihrer Eltern gehen, um zu beichten. So findet die Hochzeit statt. Danach geht Julia zurück nach Hause.
Tybalt hingegen findet Romeo, doch der will nicht mehr gegen ihn kämpfen, da er jetzt (ohne dass Tybalt dies weiß) mit ihm verwandt ist. Mercutio versteht das nicht, kämpft mit Tybalt und stirbt. Außer sich vor Wut zieht Romeo nun doch den Degen und tötet Tybalt aus Rache. Im Tumult der Bevölkerung flieht Romeo. Dem Prinzen von Verona, dem mit Mercutio selbst ein Verwandter durch einen duellsüchtigen Provokateur gestorben ist, bleibt nur übrig, die Verbannung Romeos aus Verona auszusprechen: Romeo muss bei Androhung der Todesstrafe sofort aus Verona verschwinden. Völlig verzweifelt denkt Romeo wiederum an Selbstmord, entschließt sich aber nach beruhigendem Zuspruch des Mönchs, die Nacht bei Julia zu verbringen. Im Morgengrauen flieht Romeo nach Mantua.
Doch im Hause Capulet hat Graf Paris von Lord Capulet zwischenzeitlich die Zustimmung zur Heirat mit Julia erhalten, und obwohl diese sich verzweifelt sträubt, befiehlt ihr Vater die Heirat binnen dreier Tage. Die Amme rät ihr, Romeo zu vergessen und Paris zu nehmen, was dieser Julias Verachtung einbringt. Julia wendet sich verzweifelt an Bruder Lorenzo und droht mit Selbstmord, um der Zwangsheirat zu entgehen. Anstatt die Sachlage aufzudecken, gibt ihr der Mönch ein Mittel, das sie in einen scheintoten Schlaf versetzen kann. Inzwischen soll Romeo verständigt werden mit dem Ziel, sie aus der Familiengruft zu befreien, wenn sie nach der Beisetzung dort erwacht.
In der Nacht vor der Hochzeit mit Graf Paris trinkt Julia das Mittel und am nächsten Morgen setzt ein großes Wehgeschrei im Hause Capulet ein. Der nach Mantua zu Romeo gesandte Bruder Markus kommt zu spät, um die Nachricht zu überbringen. Romeo hat in der Zwischenzeit bereits von Julias Tod erfahren, sich Gift besorgt und sich auf den Weg nach Verona gemacht, um in der Gruft bei Julia zu sterben und im Tod mit ihr vereint zu sein. Er bricht die Gruft auf, wo Julia inzwischen bestattet liegt, trinkt das Gift und stirbt. Kurz darauf erwacht Julia, sieht den toten Romeo neben sich liegen, nimmt seinen Dolch und ersticht sich selbst.
Pater Lorenzo, dem Böses schwant und der zur Gruft eilt, kommt zu spät. Er flieht, als die Wachen herbeieilen. In der Schlussszene werden die beiden jungen Toten vor dem erschütterten Prinzen zu Grabe getragen, das Volk trauert und die beiden Familienoberhäupter, nun ohne eigene Erben, schließen angesichts der hohen persönlichen Verluste Frieden.

## Hintergrund

### Änderungen zur Vorlage
Romeo und Julia ist wie die meisten Shakespeare-Verfilmungen nicht komplett textgetreu. Der Text wurde auch in den „populären“ Szenen, wie beispielsweise der Balkonszene, deutlich gekürzt. Der Film bleibt der Handlung weitestgehend treu; die signifikanteste Änderung ist wahrscheinlich, dass im Schlussakt kein Kampf zwischen Romeo und Paris an Julias Grab stattfindet.

### Produktionsgeschichte
Regisseur Franco Zeffirelli hatte bereits 1960 bei einer Theateraufführung von Romeo und Julia im Old Vic Regie geführt. 1967 drehte er die Shakespeare-Verfilmung Der Widerspenstigen Zähmung mit Elizabeth Taylor und Richard Burton in den Hauptrollen. Während der Dreharbeiten zu diesem Film bekam Zeffirelli die Idee, ein zweites Shakespeare-Stück zu verfilmen. Zunächst war Romeo und Julia als Fernsehverfilmung für die BBC geplant, bis Paramount Pictures in die Produktion einstieg und das Projekt sich zu einem Kinofilm entwickelte. Das Budget war mit 800.000 US-Dollar zunächst für einen historischen Film sehr begrenzt. Trotz Sparmaßnahmen am Filmset musste Paramounts Studioboss Charles Bludhorn während der Dreharbeiten um eine Aufstockung des Filmbudgets auf 1,5 Millionen Dollar gebeten werden.

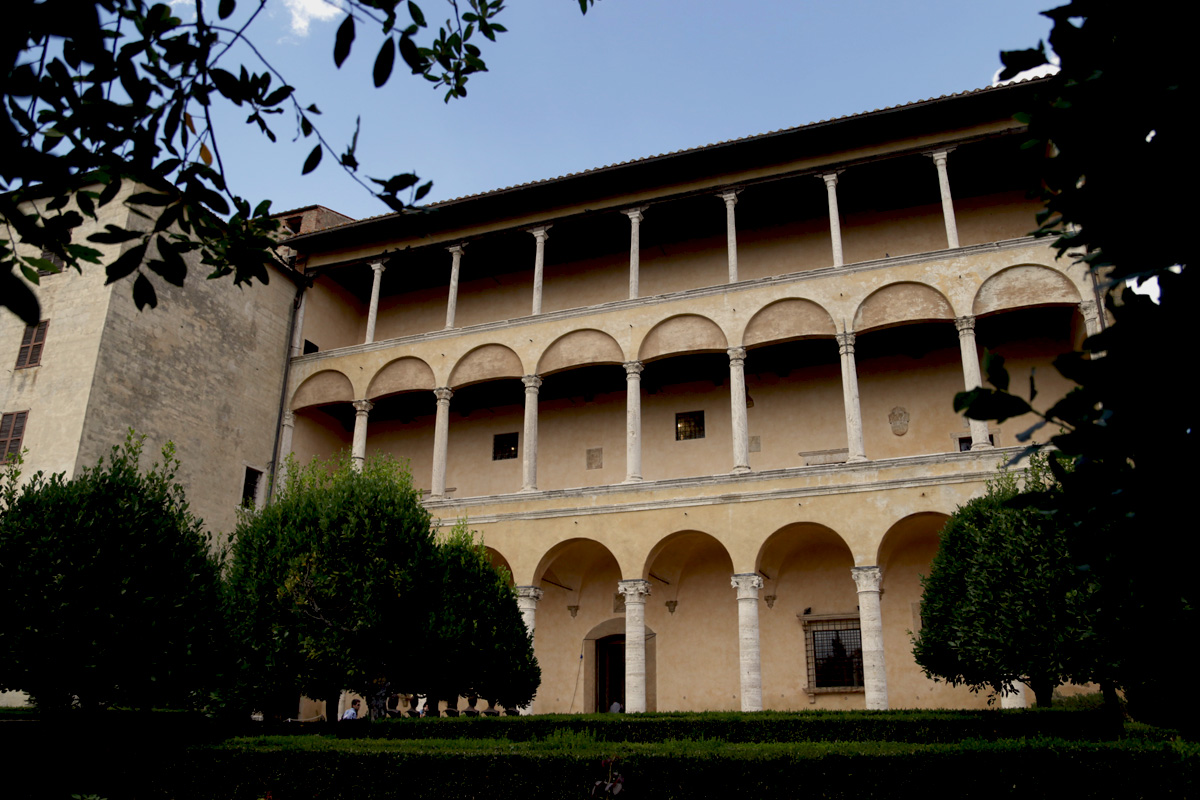
Der Palazzo Piccolomini diente als Kulisse für das Haus der Capulets

Da das Aufbauen von aufwendigen Kulissen in den Cinecittà-Filmstudios in Rom zu teuer gewesen wäre, mussten viele der Szenen außerhalb von Cinecittà gedreht werden. Um das Italien der Renaissance wiederzubeleben, drehte Zeffirelli unter anderem in den Städten Artena (die Balkonszene), Tuscania (Innenszenen der Kirche) sowie Gubbio und Pienza (die Straßen- und Fechtszenen). Der Palazzo Piccolomini in Pienza, ab 1459 auf Befehl von Papst Pius II. errichtet, diente als Kulisse für das Haus der Capulets. Außerdem drehte Zeffirelli mit authentischen Kostümen, die von Danilo Donati geschaffen wurden. Das Drehen außerhalb der Filmstudios sei in der Rückschau ein Glücksgriff gewesen und habe dem Film das „Aussehen und Gefühl von robuster Lebhaftigkeit der Renaissance anstelle von blasser Romantik“ gegeben, schrieb Turner Classic Movies zu dem Film.
Für die Hauptrollen wurden Hunderte von jugendlichen Schauspielern interviewt. Das Alter der Hauptdarsteller – Leonard Whiting war bei den Dreharbeiten 17 Jahre, Olivia Hussey 15 Jahre alt – entspricht ungefähr dem Alter Romeos und Julias aus Shakespeares Vorlage. Die vorherigen Verfilmungen – beispielsweise die 1936er-Adaption von George Cukor – hatten zuvor überwiegend auf ältere Schauspieler gesetzt. Zeffirelli bekam eine Sondergenehmigung, die entblößten Brüste der damals minderjährigen Olivia Hussey zu zeigen – dennoch durfte Hussey die Premiere in London nicht sehen, da der Film wegen dieser Szene keine Jugendfreigabe erhielt. Die Nacktszene sorgte teilweise für Proteste von kirchlicher Seite, in einigen Ländern wurde sie aus dem Film herausgeschnitten. Zeffirelli verteidigte die Szene im Jahr 1999 in einem Interview, der Film zeige nur Romeo „in der ersten und einzigen Liebesszene mit dem Mädchen, das er geheiratet hat. Es war ein Monument für Keuschheit und die Schönheit der körperlichen Liebe. Ich kann nicht verstehen, warum jemand es ablehnen sollte.“ Am 30. Dezember 2022 reichten Whiting und Hussey (mittlerweile 72 und 71 Jahre alt) eine Klage wegen sexueller Ausbeutung von Minderjährigen ein. Beklagte Partei ist die Produktionsfirma Paramount Pictures. Die Klage wurde abgewiesen. „Nicht jede Darstellung nackter Minderjähriger sei kinderpornographisch.“
Der Erzähler der englischen Fassung ist Laurence Olivier, der der italienischen Vittorio Gassman. In der deutschen Fassung übernahm Werner Peters diese Aufgabe. Die Mitwirkung von Laurence Olivier am Film geschah eher zufällig, da er gerade in Italien den Film In den Schuhen des Fischers drehte. Der berühmte Shakespeare-Schauspieler Olivier schaute bei den Dreharbeiten vorbei und kannte Zeffirelli noch von seiner Zeit beim Royal National Theatre. Er fragte, ob er etwas tun könne, woraufhin Zeffirelli ihn zum Erzähler machte. Ebenfalls betätigte Olivier sich in der englischen Fassung als Synchronsprecher für die Rolle des Lord Capulet, da sein italienischer Darsteller Antonio Pierfederici nur gebrochenes Englisch sprechen konnte. Olivier verzichtete auf eine Bezahlung für seine Mitarbeit.
Romeo und Julia wurde ein weltweiter Erfolg, der allein in den USA 39 Millionen US-Dollar einspielte, und war die bis dahin kommerziell erfolgreichste Shakespeare-Verfilmung. Oft wurde der Film wegen seiner Entstehungszeit auch mit der Hippie-Bewegung assoziiert. Ebenso betont eine zeitgenössische Dokumentation The Teen-Age Lovers of Verona wiederholt die Parallele der Geschichte mit „todays love generation“, der der Jugend von 1968. Einige der Schauspieler konnte Zeffirelli auch neun Jahre später für sein Projekt Jesus von Nazareth gewinnen: Olivia Hussey, Michael York, Roy Holder, Keith Skinner und Laurence Olivier.

### Filmmusik
Große Bekanntheit erreichte auch die Filmmusik des italienischen Komponisten Nino Rota. In einer von Henry Mancini arrangierten Version erreichte das Love Theme from Romeo and Juliet (auch bekannt als: A Time for Us) für zwei Wochen Platz 1 der Billboard Hot 100. Die Filmmusik wurde wegen ihrer Popularität auch international auf Schallplatten veröffentlicht. In den folgenden Jahrzehnten wurde Rotas Filmmusik unter anderem von Luciano Pavarotti, André Rieu, Johnny Mathis und Andy Williams gecovert. Bei Lana Del Reys Song Old Money von ihrem 2014 erschienenen Album Ultraviolence handelt es sich um ein Sampling von Rotas Komposition.
Im Film wird das Lied What is a Youth während des Festes im Haus der Capulets vom italienischen Schlagersänger Bruno Filippini vorgetragen, der in der Rolle des Sängers Leonardo auftritt. Während Filippini in der italienischen Fassung des Filmes auch zu hören ist, wurde er in der englisch- und deutschsprachigen Fassung des Films von Glen Weston übersynchronisiert. Geschrieben wurde What is a Youth von Eugene Walter, der den Liedtext teilweise aus anderen Stücken Shakespeares, insbesondere Was ihr wollt und Der Kaufmann von Venedig, übernahm.

## Synchronisation
Die deutsche Synchronfassung entstand 1968 bei der Berliner Synchron GmbH unter Regie von Dietmar Behnke nach einem Dialogbuch von Ruth Leschin.
| Rolle                 | Schauspieler         | Dt. Synchronstimme     |
| --------------------- | -------------------- | ---------------------- |
| Romeo                 | Leonard Whiting      | Lutz Mackensy          |
| Julia                 | Olivia Hussey        | Uschi Wolff            |
| Mercutio              | John McEnery         | Wolfgang Draeger       |
| Pater Lorenzo         | Milo O’Shea          | Martin Hirthe          |
| Die Amme              | Pat Heywood          | Tina Eilers            |
| Der Prinz             | Robert Stephens      | Rolf Schult            |
| Tybalt                | Michael York         | Christian Brückner     |
| Benvolio              | Bruce Robinson       | Randolf Kronberg       |
| Lord Capulet          | Paul Hardwick        | Ernst Wilhelm Borchert |
| Lady Capulet          | Natasha Parry        | Eva Katharina Schultz  |
| Lord Montague         | Antonio Pierfederici | Paul Edwin Roth        |
| Lady Montague         | Esmeralda Ruspoli    | Lola Luigi             |
| Graf Paris            | Roberto Bisacco      | Joachim Ansorge        |
| Balthasar             | Keith Skinner        | Ronald Nitschke        |
| Sampson               | Dyson Lovell         | Claus Jurichs          |
| Gregory               | Richard Warwick      | Uwe Paulsen            |
| Abraham               | Roberto Antonelli    | Norbert Gescher        |
| Erzähler (nur Stimme) | Laurence Olivier     | Werner Peters          |

## Auszeichnungen
- 4 Oscar-Nominierungen bei der Oscarverleihung 1969, davon zweimal ausgezeichnet:
  - Beste Kamera: Pasqualino De Santis
  - Bestes Kostümdesign: Danilo Donati
  - nominiert für:
    - Beste Regie: Franco Zeffirelli
    - Bester Film: Anthony Havelock-Allan, John Brabourne

- 7 Nominierungen für den British Film Academy Award, davon einmal ausgezeichnet:
  - Bestes Kostümdesign
- 5 Golden-Globes-Nominierungen, davon dreimal ausgezeichnet:
  - Bester Englischsprachiger ausländischer Film
  - Bester Nachwuchsdarsteller (Leonard Whiting)
  - Beste Nachwuchsdarstellerin (Olivia Hussey)
- 5 Nastro-d’Argento-Nominierungen und -auszeichnungen:
  - Beste Kamera (Farbe)
  - Bestes Kostümdesign (Farbe)
  - Beste Regie
  - Bestes Produktionsdesign
  - Beste Filmmusik
- 1 National Board of Review
  - Beste Regie
- 4 Laurel Awards-Nominierungen, davon zweimal ausgezeichnet
  - Bestes Drama
  - Beste Kamera

## Kritik
Diese Verfilmung von Romeo und Julia wird unter Filmkritikern oft als die vielleicht überzeugendste betrachtet. Bei Rotten Tomatoes fallen 35 der 37 Kritiken positiv aus, womit der Film eine positive Wertung von 95 % besitzt. Der US-amerikanische Filmkritiker Roger Ebert bewertete den Film in seiner Kritik vom 15. Oktober 1968 mit vier Sternen: „(...) ich glaube, dass Franco Zeffirellis Romeo and Juliet der aufregendste Shakespeare-Film ist, der je gemacht wurde. Nicht weil es ein größeres Drama als Oliviers Heinrich V. ist, denn das ist es nicht. Es ist auch nicht größeres Kino als Welles' Falstaff. Aber es ist größerer Shakespeare als die beiden, denn es hat die Liebe, den Schweiß, die Gewalt, die Poesie, die Liebe und die Tragödie in den unmittelbarsten Begriffen, die ich mir vorstellen kann. Es ist ein tief bewegendes Stück Unterhaltung, und das ist vielleicht das, was Shakespeare bevorzugt hätte.“ Ebert lobte weiterhin die Leistungen der Schauspieler sowie die Kameraarbeit von De Santis.
Das Lexikon des Internationalen Films schrieb: „Shakespeares Bühnenwerk in einer Filmfassung, die das Liebesdrama und seine tragische Einbettung in die alte Familienfehde kraftvoll und modern interpretiert und die Szenerie in schauprächtige Bildkompositionen auffächert. Ein beachtenswerter Versuch des italienischen Theater- und Opernspezialisten Zeffirelli.“
Von einer kleinen Einschränkung abgesehen, gelangt auch der Evangelische Film-Beobachter zu einem lobenden Urteil: „Interessante Shakespeare-Verfilmung des italienischen Theater-Regisseurs Zeffirelli, ästhetisch von einigem Reiz, doch in dem Versuch, das Renaissance-Trauerspiel filmrealistisch auszuspielen, nicht bruchlos gelungen. Ab 14 Jahren empfehlenswert.“